# Grande Prêmio Cruzeiro do Sul
O Grande Prêmio Cruzeiro do Sul é a segunda maior competição disputada desde 1916 no Jockey Club Brasileiro, na cidade do Rio de Janeiro, para cavalos da raça Puro Sangue Ingles de corrida de três anos de idade,  Grupo I.
É o famoso Derby Brasileiro ou Derby Carioca  e é uma etapa da Tríplice Coroa Carioca. O vencedor é  premiado como o melhor cavalo de sua geração, ou seja, é a glória máxima pelos criadores sendo considerado como o melhor e mais desejado prêmio de corridas de cavalos de três anos. Todo criador sonha em um dia ganhar um Derby para seu haras.

## Dia da prova
Disputada atualmente em abril 12 de abril de 2015.

## Histórico
A primeira disputa ocorreu em 1883 e foi vencida pelo cavalo brasileiro Mascote (filho de Osman). Sendo uma prova que conduz a Tríplice Coroa Carioca, cita-se as vitórias dos Tríplices Coroados :  1941: Talvez ; 1942: Criolan; 1953 : Quiproquó  ; 1956 : Timão ; 1959 : Escorial ; 1979 : African Boy ; 1984: Old Master ; 1987 : Itajara  ; 1996 : Groove ; 2000 : Super Power ; 2012 : Plenty of Kicks.

## Vencedores
Entre vários campeões, podem-se citar Mossoró, Itajara, Escorial, Emerson, Héliaco, Criolan, Funny Boy, Talvez, Even Ready, Super Power, Quiproquó, Joiosa, Timão, Narvik, Sabinus, African Boy, Dark Bronw, Kigrandi, Grimaldi, Sandpit, Coray e Ivoire.